# Egil el Manco
Egil el Manco es un héroe vikingo con fama de berserker de la saga nórdica Egils saga einhenda ok Ásmundar berserkjabana.
Egil era hijo de Hring, señor de Smaland e Ingibjorg, hija del jarl Bjarkmar de Götaland. Egil era un joven problemático que a menudo acompañaba a un grupo de amigos a los bosques y matar pájaros por diversión. 
A los doce años, Egil y sus amigos tuvieron una competición para ver quien podía cruzar a nado un gran lago que estaba cerca de su casa. Egil rápidamente superó a todo el mundo y se encontró perdido en una espesa niebla. Estuvo en el agua durante unos días hasta que finalmente llegó a la costa, donde rápidamente se quedó dormido por el cansancio. Cuando se despertó se encontró con un gigante que obligó a Egil a cuidar sus cabras, en el caso de que no fuese así, el gigante juró matarlo.
Después de un año, Egil intentó escapar, pero fue capturado por el gigante tras cuatro días. El decepcionado gigante le puso dos enormes grilletes de hierro de cuarenta libras cada uno, en los pies y tuvo que llevarlos a todas partes durante los siguientes siete años.
Una ocasión que Egil se encontraba tras la pista de una cabra que se había escapado, encontró un gato y lo capturó. Cuando Egil regresó a la cueva del gigante, este le preguntó como fue capaz de ver en la oscuridad. Egil explicó que tenía unos ojos dorados especiales y cuando el gigante preguntó sobre ellos, Egil le mostró los ojos del gato en la oscuridad. El gigante quería esos ojos y accedió a cambiarlos por su libertad. Egil le dijo que debía atarle a una columna y así le arrancó los ojos, luego dijo que se había equivocado y lanzó los ojos del gigante a la hoguera.
El gigante se enojó y corrió hacia la puerta de su cueva para cerrarla e hizo guardia frente a ella. Después de algunos días analizando el tema, Egil sacrificó una cabra del rebaño y se vistió con su piel de forma que parecía una cabra más, después provocó una estampida e intentó escapar entre otras cabras. El gigante, sin embargo pudo percibir que una cabra no marcaba el paso como las otras y agarró a Egil para matarle, pero debido a su ceguera le cortó una oreja, y Egil respondió cortándole la mano derecha al gigante y huyó con un valioso anillo.
Tras pasar un tiempo libre en la naturaleza salvaje, Egil encontró una flota de navíos vikingos comandados por Borgar. Egil se unió a la tripulación hasta que un día Borgar se enfrentó a un berserker llamado Glammad, y tras la lucha ambos jefes murieron. Egil aprovechó para tomar el poder de ambas flotas, eligió a 32 de los mejores guerreros y estuvo devastando las costas del mar Báltico.
En una de esas incursiones, Egil fue testigo de una lucha entre dos gigantes, una hembra con la falda muy corta y un macho, ambos discutiendo por un anillo. Egil quiso ayudar a la hembra y cortó una gran porción de bíceps del macho. El gigante a su vez cortó el brazo de Egil y huyó regresando con sus hombres y barcos. Una vez llegado a puerto, Egil era incapaz de dormir por el dolor que le causaba la amputación y salió a caminar por el bosque; en la caminata encontró a un niño enano que iba a buscar agua. Egil tomó uno de sus anillos de oro y lo dejó caer secretamente en el balde del niño. Más tarde un enano adulto salió de la roca y quiso saber quién había hecho tal bondad. Egil explicó que lo había hecho él ya que el oro ya no tenía ningún valor en su agonía. El enano luego tomó a Egil aparte y cubrió su herida hasta que dejó de doler y de hecho parecía curada. Entonces el enano colocó una espada en el brazo de Egil tan profundamente que quedó incrustada a su codo, lo que permitía a Egil disponer de ella fácilmente, como si aún tuviese una mano.
En otro capítulo, Egil y sus hombres viajan al reino de Rusia, donde gobernaba el rey Hertygg, donde comenzaron a saquear. El jefe encargado de la defensa y frenar el ataque de Egil era Rognvald, que luchó y frenó el avance de los hombres de Egil tres veces. Rognvald perdió a todos sus hombres, excepto a un puñado. Herido mortalemente solo pudo llegar ante el rey para informar que había pasado.
El héroe Asmund, que estaba al servicio del rey y presente cuando Rognvald reportó lo sucedido en la batalla se ofreció para enfrentarse a Egil y vengar la muerte de Rognvald. Cuando se encontraron, Asmund y Egil decidieron que sería major no desperdiciar más vidas y enfrentarse en un duelo, por lo que tres veces se enfrentaron y tres veces acabaron en tablas y exhaustos. Finalmente, Asmund logra someter a Egil y le obliga a rendirse. Más tarde, Egil rindió pleitesía al rey Hertygg.
No mucho después, Asmund y Egil deciden unirse para buscar a la hija del rey que había desaparecido, y ambos coinciden en un viaje de aventura.